# Рјо Јамамура
Рјо Јамамура (енгл. Ryō Yamamura; 9. август 1981) професионални је рагбиста и репрезентативац Јапана. Имао је предиспозиције да постане професионални сумо рвач, али се ипак определио за рагби. Одиграо је 1 меч на светском првенству у Аустралији 2003, и 4 меча на светском првенству у Француској 2007. У јапанској топ лиги играо је за Јамаха јубило. За Јапан је постигао 1 есеј у 4 тест мечева.